# ناوچه کلاس لدا
ناوچه کلاس لدا (به انگلیسی: Leda-class frigate) یک کلاس از کشتی است که طول آن ۱۵۰ فوت ۱ ۱⁄۲ اینچ (۴۵٫۷۵۸ متر) می‌باشد.